# رود آساهی
رود اساهی (به لاتین: Asahi River) یک رود در ژاپن است که در استان اوکایاما واقع شده‌است.